# Stagni di Santa Maria
Gli stagni di Santa Maria formano una zona umida situata nei comuni di Guspini e Terralba, in prossimità della costa occidentale della Sardegna.

Con la direttiva "Uccelli" n. 79/409/CEE adottata dell'Unione europea vengono classificati zona di protezione speciale (ZPS). Condividono la stessa area ZPS (ITB034004) con gli stagni di San Giovanni e Pauli Biancu Turri e le lagune di Marceddì e Corru S'Ittiri.